# Appell (Kommunikation)
Ein Appell ist in der Linguistik und der Psychologie eine Funktion der zwischenmenschlichen Kommunikation. Die Aufforderung kann auf Handeln oder Nichthandeln ausgerichtet sein. Dabei können analoge oder digitale Botschaften auf verbaler oder nonverbaler Ebene eingesetzt werden. Ein nonverbaler Appell, der situativ eindeutig wirkt, kann z. B. das Winken eines Hilfesuchenden mit dem Arm sein.

## Arten
Es gibt drei Arten von Appellen:
- Der rationale Appell hebt den Nutzen oder die Vorteile für die Adressaten hervor (Produktqualität, Wirtschaftlichkeit);
- der emotionale Appell erzeugt positive (Freude, Stolz, Humor) oder negative Gefühle (Angst, Schuldgefühl);
- der moralische Appell zielt auf die Einsicht, das Verständnis oder die Kooperationsbereitschaft ab und soll Gerechtigkeitsgefühl oder Hilfsbereitschaft der Adressaten wecken.

Diese Einteilung geht auf Aristoteles zurück, der diese Arten in seinem Werk Rhetorik als rhetorische Überzeugungsmittel mit „Logos“, „Pathos“ und „Ethos“ bezeichnete.
Appelle dieser Art sind häufig auch Gegenstand der politischen Kommunikation.

## Linguistik
Nach Karl Bühler (vgl. Organon-Modell) zählt die Appellfunktion zu den Axiomen der Sprachwissenschaft. Er ist an einen oder mehrere Empfänger gerichtet und soll bei diesen eine Einstellungs- oder Verhaltensänderung bewirken. Der Appell beinhaltet eine Aufforderung zum Handeln oder Nichthandeln. Die appellative Textfunktion dominiert typischerweise in Textklassen wie zum Beispiel in der Werbung. Der Appell kann dabei mehr oder weniger offen bzw. verdeckt erfolgen.
Die verschiedenen Formen des Appells sind:
- Aufforderung
- Bitte
- Befehl
- Überredung